# Ghatampur
Ghatampur è una suddivisione dell'India, classificata come municipal board, di 35.496 abitanti, situata nel distretto di Kanpur Nagar, nello stato federato dell'Uttar Pradesh. In base al numero di abitanti la città rientra nella classe III (da 20.000 a 49.999 persone).

## Geografia fisica
La città è situata a 26° 10' 0 N e 80° 10' 0 E e ha un'altitudine di 121 m s.l.m..

## Società

### Evoluzione demografica
Al censimento del 2001 la popolazione di Ghatampur assommava a 35.496 persone, delle quali 18.732 maschi e 16.764 femmine. I bambini di età inferiore o uguale ai sei anni assommavano a 5.802, dei quali 3.121 maschi e 2.681 femmine. Infine, coloro che erano in grado di saper almeno leggere e scrivere erano 21.379, dei quali 12.226 maschi e 9.153 femmine.